# Monadologia
La Monadologia è un'opera filosofica del filosofo tedesco Gottfried Leibniz, redatta nel 1714 e pubblicata postuma nel 1720, in cui egli formula la cosiddetta teoria delle monadi quali "forme sostanziali dell'essere".

## Contenuto
Le monadi sono assimilabili ad "atomi spirituali": eterni, indivisibili, individuali, che seguono le proprie leggi, senza interagire con le altre ("senza finestre"): ognuna riflette l'intero universo da un determinato punto di vista ed è coordinata con le altre per mezzo di un'armonia prestabilita; questa concezione costituisce pertanto storicamente un notevole caso di panpsichismo. In tal modo il concetto di monade risolve il problema del dualismo e interazione tra mente e corpo sorta nella filosofia di Cartesio, ed evita le complicazioni introdotte da Spinoza, secondo cui l'individuo era una mera modificazione accidentale di un'unica sostanza. La pluralità di monadi è permessa dal diverso grado di coscienza che ogni monade ha in sé di tutte le altre, fino a Dio che è Monade delle monadi.
Ogni monade è pertanto tutte le altre, ma con infiniti e diversi gradi di consapevolezza, appartenenti di fatto a un'unica sostanza-Monade, che permettono ora la diversità (vista dal lato delle monadi), ora la diversificazione di un unico Ente che si individua in tante monadi (se vista dalla cima più alta di questa ramificazione di enti). La definizione di monade potrebbe essere "percipiente", in quanto la percezione è la qualità fondamentale della monade. A differenziare una monade da un'altra è la qualità della percezione, o meglio, il grado di precisione. Ogni monade percepisce sì l'intero universo, ma in modo confuso, mentre appercepisce (ovvero, è conscia di percepire) solo la parte dell'universo più vicina a sé. Esistono così tre tipi di monadi:
1. le entelechìe, ovvero le monadi più primitive, quelle che percepiscono tutto in modo inconsapevole (come per esempio le piante).
2. le anime, ovvero le monadi degli esseri animati, in special modo gli animali, che possono utilizzare la memoria e percepiscono in modo più preciso.
3. gli spiriti, ovvero le anime degli esseri umani, che, oltre ad avere delle percezioni consapevoli ed a servirsi della memoria, possiedono la nozione di sé e la conoscenza delle verità necessarie, di quelle matematiche e del principio di non contraddizione.

L'essere risulta così strutturato secondo diversi livelli di autocoscienza, dal più basso fino a quello più alto e supremo, altrimenti detto Appercezione, che è il punto di vista di Dio.
Ma la monadologia non si riduce alla sola descrizione delle monadi, essa contiene come in un riassunto le ultime elaborazioni del pensiero di Leibniz. Per esempio contiene due dimostrazioni dell'esistenza di Dio, vari accenni alla teodicea e alla morale e critiche alle concezioni teoretiche di Cartesio, Spinoza, Bayle e altri. 
Importante per la comprensione del pensiero dell'autore è l'ultimo sviluppo della teoria dell'armonia prestabilita, per la quale le infinite monadi, pur vivendo ognuna in un mondo proprio, sono tutte coordinate tra loro come tanti orologi, sicché le percezioni delle une corrispondono perfettamente alla realtà ontologica delle altre.
Contro il meccanicismo cartesiano dominante, la monadologia ribadì con forza la natura finalistica dei corpi viventi e non viventi. Tuttavia, perse la distinzione aristotelica fra questi ultimi: corpo vivente è quello caratterizzato da un'azione immanente, dal muovere se stesso (movere se) in cui il moto si chiude sul corpo a partire dal quale è partito (es. assimilazione, accrescimento, riproduzione); il corpo non vivente è caratterizzato dall'azione transitiva che chiude il movimento in un altro corpo, muovendo o essendo mosso da masse differenti. Leibniz, invece, ridusse il confine fra i viventi e i non viventi a una mera differenza quantitativa relativa al grado di perfezione delle monadi.

## Organizzazione dell'opera
- I. Teoria della sostanza semplice (§§ 1-30)
  - A. Definizione e deduzione della monade in generale (§§ 1-7)
  - B. Il principio degli indiscernibili e le qualità della monade: percezione e appetizione (§§ 8 -17)
  - C. Le tre specie di monadi: entelechie, anime e spiriti (§§ 18-30)

- II. La conoscenza spirituale e il suo elevarsi a Dio (§§ 31-46)
  - A. I due principi conoscitivi fondamentali: non contraddizione e ragion sufficiente (§§ 31-32)
  - B. Le verità razionali in genere (§§ 33-35)
  - C. Le verità fattuali e la dimostrazione a posteriori dell’esistenza di Dio (§§ 36-42)
  - D. Le verità eterne e la dimostrazione a priori dell’esistenza di Dio (§§ 43-46)

- III. Dio e l’Armonia universale prestabilita (§§ 47-90)
  - A. La creazione dell’universo secondo il principio di convenienza (§§ 47-55)
  - B. Le creature come specchi viventi dell’universo (§§ 56-65)
  - C. La vitalità universale e la trasformazione perpetua degli esseri viventi (§§ 66-77)
  - D. L’accordo naturale dell’anima e del corpo organico (§§ 78-81)
  - E. Gli spiriti e la città di Dio (§§ 82-86)
  - F. Il Regno della Natura e il Regno della Grazia (§§ 87-90)